# أديب سعد
أديب علي سعد (بالإنكليزية:Adib Saad) هو باحث ومؤلف علمي سوري مختص في مجال العلوم الطبيعية وعلم الأسماك وعلوم البحار البيولوجية وهو مشرف وعضو في العديد من الهيئات العلمية العالمية في مجالات الحفاظ على البيئة.

## حياته الشخصية
ولد الباحث في فجليت التابعة لمنطقة الدريكيش في محافظة طرطوس في 10 تشرين الثاني 1952م، درس العلوم الزراعية في جامعة تشرين وتخرج عام 1975م، وحصل على دبلوم في الغطس البحري العلمي من جامعتي باريس 6 وباريس 7 عام 1980م، ثم نال شهادة دراسات عليا في علوم البحار البيولوجية (C4) من جامعة باريس السادسة عام 1980م، نال دبلوم دراسات معمقة (DEA): بيولوجيا وفيزيولوجيا التكاثر عند الأسماك من جامعة باريس السادسة عام 1981م، حصل على دكتوراه تخصص في علم الأسماك من جامعة باريس السادسة عام 1983م، ثم نال دكتوراه دولة في العلوم الطبيعية (بيولوجيا وبيئة أسماك) من جامعة باريس السادسة عام 1988م فرنسا مع مرتبة الشرف الأولى، قام بالتدريس في عدد من الكليات التابعة لجامعة تشرين وجامعة طرطوس. ترأس قسم العلوم في جامعة تشرين عدة مرات كما تسلم مدير مديرية البحث العلمي والدراسات العليا في جامعة تشرين من عام 2011 إلى 2015م. وعميد المعهد العالي لبحوث البيئة بجامعة تشرين منذ 1 أيلول عام 2015م وحتى 4 أيلول 2016.

## المناصب
- تولى منصب مدير عام المؤسسة العامة للأسماك في سوريا من عام 2006 إلى 2009م.[4]
- رئيس قسم العلوم الأساسية في كلية الهندسة الزراعية بجامعة تشرين من عام 1991 إلى عام 1997 ثم من عام2013 إلى ام2015
- مديري مدريرة البحث العلمي في جامعة تشرين :أيلول 2011 إلى أيلول 2015
- عميد المعهدا العالي لبحوثالبيئة في جامعةتشرين: أيلول 2015 إلى ألول 2016
- عضو اللجنة الوطنية لعلوم البحار في المجلس الأعلى للعلوم من عام 2002 إلى 2010م.
- نائب  الرئيس التنفيذي للجنة الحكومية  للدول الإسلامية في علوم وتكنولوجيا المحيطات  INOC:2014- 2016
- رئيس اللجنة الوطنية لعلوم البحار في سوريا: منذ 15 أيلول عام 2010- 2021 .
- عضو اللجنة الاستشارية في الهيئة العليا للبحث العلمي: من عام 2010 إلى 2012م.
- استشاري في البحث العلمي: جامعة الأندلس : أيلول 2022- تشرين أول 2023
- مدير مديرية البحث العلمي والنشر في جامعة المنارة: منذ تشرين أول 2023 -

## عضوية الهيئات والجمعيات واللجان العلمية
- عضو هيئة تحرير مجلة البيئة البحرية العربية منذ تشرين الثاني 2003م والتي تصدر في مصر.
- عضو هيئة تحرير المجلة العربية للبيئة المائية وعلوم البحار التي تصدرها المؤسسة العربية للبيئة البحرية منذ شباط 2004م.
- عضو هيئة تحرير المجلة الدولية للبحوث الزراعية.
- عضو هيئة تحرير المجلة الدولية للعلوم الحيوية والطبية منذ شباط 2012م والتي تصدر في كندا.
- عضو هيئة تحرير مجلة العلوم البحرية والبحوث الساحلية منذ آذار 2012م والتي تصدر في الجزائر.
- عضو هيئة تحرير المجلة الدولية لعلوم الأسماك والمصايد، منذ تشرين الأول 2012م والتي تصدر في بولونيا.
- عضو هيئة تحرير المجلة الباكستانية لعلم الحيوان منذ كانون الثاني 2013م.
- عضو هيئة تحرير المجلة العلمية الدولية Fish Taxa منذ 2019
- عضو هيئة تحرير المجلة العراقية للاستزراع المائي Iraqi Journal for Aquaculture منذ 2020
- عضو في أكاديمية نيويورك للعلوم منذ عام 1997م.
- عضو في الجمعية الفرنسية لأخصائي الأسماك منذ عام 1990م.
- عضو لجنة المصادر البحرية الحية والبيئية الساحلية المنبثقة عن اللجنة الدولية لاستكشاف البحر المتوسط (CIESM) منذ عام 1990م.
- عضو في جمعية دراسة الثدييات البحرية في البحر المتوسط المنبثقة عن اللجنة الدولية لاستكشاف البحر المتوسط (CIESM) منذ عام 1990م.
- عضو في اللجنة الدولية لدراسة وحماية التنوع البيولوجي في البحر الأبيض المتوسط منذ أيار 1997م.[5]
- عضو لجنة إنشاء مركز تفريخ ومزرعة أسماك بحرية في معهد البحوث البحرية في اللاذقية (1992-1995).[6]
- عضو اللجنة الوطنية لدراسة التنوع الحيوي المائي في سورية التابعة لوزارة البيئة (1996-1999).
- رئيس لجنة تصميم وتوسيع الطاقة الإنتاجية لمفقس الأسماك البحرية في مركز أبحاث الأحياء البحرية بدولة الإمارات العربية المتحدة بين كانون الأول 1999 وتموز 2001.
- عضو في لجنة وضع وتنفيذ الإستراتيجية البيئية وتنمية الثروة السمكية في إمارة أبو ظبي وفي دولة الإمارات العربية المتحدة (2000-2001).[7]
- عضو لجنة علوم البحار في المجلس الأعلى للعلوم في الجمهورية العربية السورية منذ شهر آب 2001م.
- عضو اللجنة التوجيهية لإعداد الإستراتيجية الوطنية للتنوع الحيوي في سورية التابعة لوزارة البيئة، منذ شباط 2003م.
- عضو مؤسسة الخبراء الدوليين لتربية الأسماك وتنمية المصايد البحرية الحرفية (بروكسل - بلجيكا) منذ 24 آذار 2003م.
- عضو في لجنة الخبراء الدوليين لدراسة أسماك القرش الكبيرة في البحر المتوسط منذ حزيران 2004م.
- مدير العلاقات الدولية في منظمة العلماء العرب الإلكترونية (arabscientist.org).
- عضو لجنة وضع الأسس العلمية للمحافظة على التنوع الحيوي البحري والتوازن البيئي في سوريا منذ شباط 2002م.[8]
- عضو معتمد للترشيح لجائزة كويوتو اليابانية في مجال العلوم الأساسية منذ 1999م.
- عضو لجنة علوم المحيطات الحكومية الدولية في اليونسكو.[9]
- مقيّم شبه دائم للبحوث العلمية في العديد من المجلات العلمية المحكمة العربية والفرنسية.
- رئيس الجمعية السورية لحماية البيئة المائية منذ عام 2006م.[10]
- عضو في هيئة مراقبة الصيد في البحر المتوسط ومقرها جزيرة صقلية، إيطاليا منذ عام 2009م.
- عضو اللجنة العلمية الاستشارية في الهيئة العليا للبحث العلمي في سورية (2010- 2012).
- عضو فريق عمل لدعم الجمعيات الأهلية البيئية في وزارة الدولة لشؤون البيئة في سورية منذ عام 2011م.
- عضو اللجنتين العلمية والتنظيمية لإعداد موسوعة الحياة باللغة العربية بإشراف مكتبة الإسكندرية (مصر) منذ عام 2011م.
- نائب رئيس الشبكة الإسلامية لعلوم وتكنولوجيا المحيطات (INOC)، وممثل الدول العربية للدورة (2014 - 2016).
- عضو الجمعية الفرنسية لعلم الحيوان عام 2011م.

## المؤلفات والأعمال
- قام بعدد كبير من الأبحاث تجاوز 180 بحثاً علمياً وأشرف على أكثر من 60 بحثاً ورسالة علمية بين الدكتوراه والماجستير والدبلوم.[11] وشارك في عشرات المؤتمرات واللقاءات العلمية في العديد من البلدان[12][13]
- الكتب الجامعية:

1. كتاب علم الحيوان العام عام 1997م.
2. كتاب تربية وإنتاج الأسماك عام 1999م.
3. كتاب علم النسج والتشريح المقارن عام 2003م.
4. كتاب علم الحيوان العام 2017.

- المؤلفات والترجمات:

1. دليل مصور أطلس الأسماك البحرية الإقتصادية في المياه الشاطئية والإقليمية السورية، دمشق عام 1998م.[14]
2. الفصل الخامس في الموسوعة العربية للتنمية والمعرفة المستدامة، الجزء الثاني (قسم الموارد البحرية الحية) بتكليف من منظمة اليونسكو والأكاديمية العربية للعلوم عام 2007م.
3. كتاب ملخصات الأبحاث العلمية التي ألقيت في المؤتمر الدولي حول تربية الأسماك البحرية من فصيلة الأسبورات وسمك الغنبار المنعقد في مونبلييه، فرنسا عام 1985م. (ترجمة من الفرنسية للعربية بتكليف من المعهد الوطني للبحوث الزراعية في فرنسا).
4. مشاركة في إعداد ونشر مجلد أبحاث المؤتمر الدولي لتربية أسماك الشبوطيات باللغة الفرنسية بعنوان (Aquaculture des Syprinides) والذي انعقد خلال شهر أيلول عام 1985م. (المعهد الوطني للبحوث الزراعية في فرنسا).
5. المشاركة في اعداد كتاب الدليل الحقلي لتصنيف أسماك القرش والقوابع في البحر الأبيض المتوسط والبحر الأسود (من منشورات منظمة الأغذية والزراعة الدولية الفاو عام 2005م)، (field identification guide to the shark and Rays of the Mediterranean and Black sea)
6. دليل إرشادي لمكافحة التلوث بالنفط، الخرطوم عام 2008م. (من منشورات المنظمة العربية للتنمية الزراعية).
7. أطلس الأسماك السامة والمؤذية في المياه البحرية السورية ( منشورات صندوق دعم البحث العلمي بوزارة التعليم العالي وجامعة تشرين2020 [15]
8. Atlas of Sharks and Rays in the Syrian marine waters أطلس أسماك القرش والشفانين في المياه البحرية السورية ( منشورات جامعة تشرين والهيئة العامة للثروة السمكية والجمعية السورية لحماية البيئة المائية.2022 ((https://www.researchgate.net/publication/362858123_Atlas_of_Sharks_and_Rays_in_the_Syrian_marine_waters
9. أسماك المياه العذبة في سورية: قائمة مرجعية مشروحة ومنقحة -2023 . باللغة الانكليزية (بالمشاركة مع دة باحثينمن دول أجنبيية. . 2023 Sep 22;5350(1):1-62.  doi: 10.11646/zootaxa.5350.1.1

## الجوائز والميداليات
1. جائزة أفضل بحث علمي ألقي في اسبوع العلم الرابع والثلاثين في دمشق عام 1994.
2. جائزة تقدير من الهيئة الدولية لتطوير الابتكارات في مجال الإكثار الاصطناعي للأسماك لعام 1990 في استوكهولم - السويد[16]، بسبب إيجاد محلول جديد للتلقيح الاصطناعي ووضع طريقة حديثة لاستخدامه.[17]
3. جائزة أفضل بحث علمي في مجال البيئة وعلوم البحار.[17]
4. جائزة الشهيد باسل الأسد للتفوق في البحث العلمي من نقابة المعلمين في سورية لعام 1996.
5. ثناء وشكر من سفارة الجمهورية العربية السورية في أبوظبي للمساهمة في رفع السمعة العلمية للجمهورية العربية السورية عام 2001م.
6. ثناء من كلية الزراعة في جامعة تشرين عام 2002.
7. ثناء من وزارة الزراعة والإصلاح الزراعي عام 2007 تقديراً لعمله في المؤسسة العامة للأسماك وتحويلها من مؤسسة خاسرة (خلال ثلاثين عاما) إلى مؤسسة رابحة (خلال سنة ونصف).
8. جائزة أفضل بحث علمي مشارك في مؤتمر البيئة وعلوم البحار الذي عقد في المملكة المغربية عام 2008م.[18]
9. ثناء وشكر من جامعة تشرين (مجلس كلية الزراعة) عام 2011 لانجاح المؤتمر الدولي الأول للتنوع الحيوي في البيئة المائية الذي انعقد في اللاذقية في شهر كانون الأول عام 2010 بصفته رئيسا للمؤتمر.
10. ثناء من قيادة فرع جامعة تشرين لحزب البعث العربي الاشتراكي تقديراً للنشاط العلمي الدائم بتاريخ 29 آب 2012م.[19]
11. ثناء وتقدير لأفضل بحث علمي ألقي على شكل بوستير في المؤتمر الدولي حول«التأثيرات المتبادلة بين البحر واليابسة» الذي انعقد في جبيل - لبنان خلال شهر كانون الأول عام 2013م.
12. شهادة تقدير من وزارة التعليم العالي ومديرية البحث العلمي لقاء التميز في البحث العلمي عام 2019.